# François Pachet
 (juin 2024).
Si vous disposez d'ouvrages ou d'articles de référence ou si vous connaissez des sites web de qualité traitant du thème abordé ici, merci de compléter l'article en donnant les références utiles à sa vérifiabilité et en les liant à la section « Notes et références ».
François Pachet, né le 10 janvier 1964 à Sainte-Adresse, est un scientifique français, compositeur et directeur du Spotify Creator Technology Research Lab. Avant de rejoindre Spotify, il a dirigé le Sony Computer Science Laboratory à Paris. Il est l'un des pionniers de la musique informatique étroitement liée à l'intelligence artificielle, notamment dans le domaine de l'improvisation et de la modélisation de style. Il a été élu membre de l'ECCAI en 2014.

## Biographie

### Famille
François Pachet est le fils de l'écrivain et essayiste Pierre Pachet (1937-2016).
Il est le frère de l'écrivaine Yaël Pachet (née en 1968) et le cousin de Colombe Schneck, écrivaine et journaliste, et d'Antoine Schneck, photographe.

### Parcours universitaire
François Pachet est diplômé de l'École des ponts ParisTech en génie civil, et de l'informatique en 1987, avec spécialisation en mathématiques appliquées. Il a passé 18 mois comme conférencier à Kuala Lumpur, à l'Université de Malaisie en 1987-1988. Il a obtenu un doctorat de l'Université Pierre et Marie Curie en informatique (Sa thèse était « La représentation des connaissances avec les objets et les règles: le système NéOpus », sous la direction de Jean-François Perrot). Il a effectué une année de post-doctorat à Montréal à l'Université du Québec, où il a travaillé sur le projet Cyc « Représentation du sens commun », de Douglas Lenat, du Ministère de la Culture), avec l'aide du professeur Hafedh Mili à l'UQAM. En 1997, il obtient son diplôme d'habilitation sur le sujet: « Les langues orientées objet et la représentation des connaissances » à l'Université Pierre et Marie Curie. Il a été auditeur à la 58e session nationale de l'Institut des Hautes Études en Défense Nationale [3] en 2006, et a été nommé colonel en 2007 dans la « réserve citoyenne ».

### Expériences professionnelles
En 1993, il est nommé Maître de conférences à l'Université Pierre et Marie Curie jusqu'en 1997 en informatique, recherche et enseignement.
En 1997, François Pachet s'installe à SONY-CSL (Laboratoire d'Informatique) à Paris. Il a commencé une activité de recherche sur la musique et l'intelligence artificielle. Son équipe a été initiatrice et pionnière de nombreuses technologies (environ 35 brevets) sur la distribution de musique électronique, l'extraction de caractéristiques audio et l'interaction musicale. Il a été nommé directeur de Sony Computer Science Laboratories en 2014. Le CSL (la branche de Sony-CSL Tokyo) est destiné à la recherche fondamentale en informatique ; il a été créé par Luc Steels et Mario Tokoro en 1996.
Depuis 2017, il est directeur du Creator Research Technology Lab de Spotify à Paris, où il développe des outils d'aide à la création musicale.

## Réalisations
L'équipe Music de Sony Computer Science Laboratory Paris a été fondée en 1997 par Pachet, où il a développé la vision que les métadonnées peuvent grandement améliorer l'expérience musicale, de l'écoute de la performance.
Le « Flow Composer » est sa deuxième réalisation, un système pour composer des leed sheet dans le style de compositeurs aléatoires. Il a été suivi par LSDB, le premier rassemblement de leed sheet en format électronique, avec un effort à grande échelle (Plus de 11 000 leed sheet recueillies); et Virtuoso, un détecteur de solos de jazz. Le projet « Popular Music Browser », a débuté en 1998 chez Sony Computer Science Laboratories. Ce projet de recherche couvre tous les domaines de la chaîne de musique à l'écoute: description de la musique, extraction de descripteurs du signal musical ou exploration de données techniques, l'accès basé sur la similarité, et les nouvelles méthodes de récupération de musique telles que la génération automatique de séquences et les problèmes d'interface utilisateur.
De plus, il a conçu le Continuator, un système permettant l'improvisation musicale en temps réel avec un algorithme. Il est désormais le bénéficiaire des Grant Flow Machines d'ERC pour étudier comment les machines peuvent stimuler la créativité chez les humains et être en mesure de poursuivre une œuvre dans le même style musical. Pachet veut un avenir dans lequel les consommateurs pourraient acheter le style unique d'un artiste et l'appliquer à leur propre matériel; il dit: « Je l'appelle "Cryogénie stylistique" - pour figer le style en un objet qui peut être réutilisé et rendu vivant »[réf. nécessaire].
Le MusicSpace est un système de contrôle de spatialisation créé avec O. Delerue en 2000.
Une autre réalisation est CUIDADO (Interfaces et descripteurs unifiés basés sur le contenu pour les bases de données audio / musique disponibles en ligne) un projet de deux ans terminé en 2003 sur le développement de modules et applications audio basés sur le contenu ; Ce projet répond aux besoins des maisons de disques et des sociétés de gestion de droits d'auteur pour les méthodes de gestion de l'information, de marketing et de protection de leurs informations, en utilisant un système auteur utilisant des fonctionnalités de contenu pour les musiciens et studios professionnels. De plus, en 2014, Pachet a présenté deux tutoriels musicaux sur la guitare brésilienne et le jazz. Sa réalisation la plus remarquable est le Continuator , un système d'improvisation musicale interactive. Expérimenté avec de nombreux musiciens professionnels, présenté notamment à la conférence SIGGRAPH'03 et considéré comme une référence dans le domaine de l'interaction musicale, un exemple de test musical de Turing avec le Continuator sur VPRO Channel avec le pianiste de jazz Albert van Veenendaal (de) (Amsterdam).
Arte présente Pachet sur « Square Idée, Demain, devenir Wagner ou Daft Punk? », octobre 2015. Pachet écrit sur l'utilisation des techniques CP pour modéliser le style en musique et en texte pour ACP (Association pour la programmation des contraintes), en septembre 2015.
En 2017, il a produit et publié en première mondiale, un album multi-artistes avec Stromae, Hello World, composé avec l'intelligence artificielle,,.
En 2018, il a écrit le livre Histoire d'une oreille (Paris : Buchet-Chastel, 2018 /  (ISBN 978-2-283-03126-1) 